# Soko
Stéphanie Sokolinski, mer känd under artistnamnet Soko, född 26 oktober 1985 i Bordeaux, är en fransk skådespelare och sångare. 

## Biografi
Sokolinski har haft smeknamnet Soko så länge hon kan minnas. Hon har varit med i ett flertal franska filmer, och hennes karriär som sångerska startade när hon frågade en regissör om hon kunde få sjunga i dennes film.
2007 nådde hennes låt "I'll Kill Her" framgång i Danmark, efter att radioprogrammet The Black Boy Scouts hypade låten. Låten toppade Itunes-listan i Danmark och spelades flitigt på dansk radio. 2007 släppte hon även en EP med fem låtar, Not Sokute. Hon har också haft utsålda konserter i Danmark.
I februari 2012 släpptes hennes debutalbum, I Thought I Was an Alien.

## Filmografi
Franska filmer

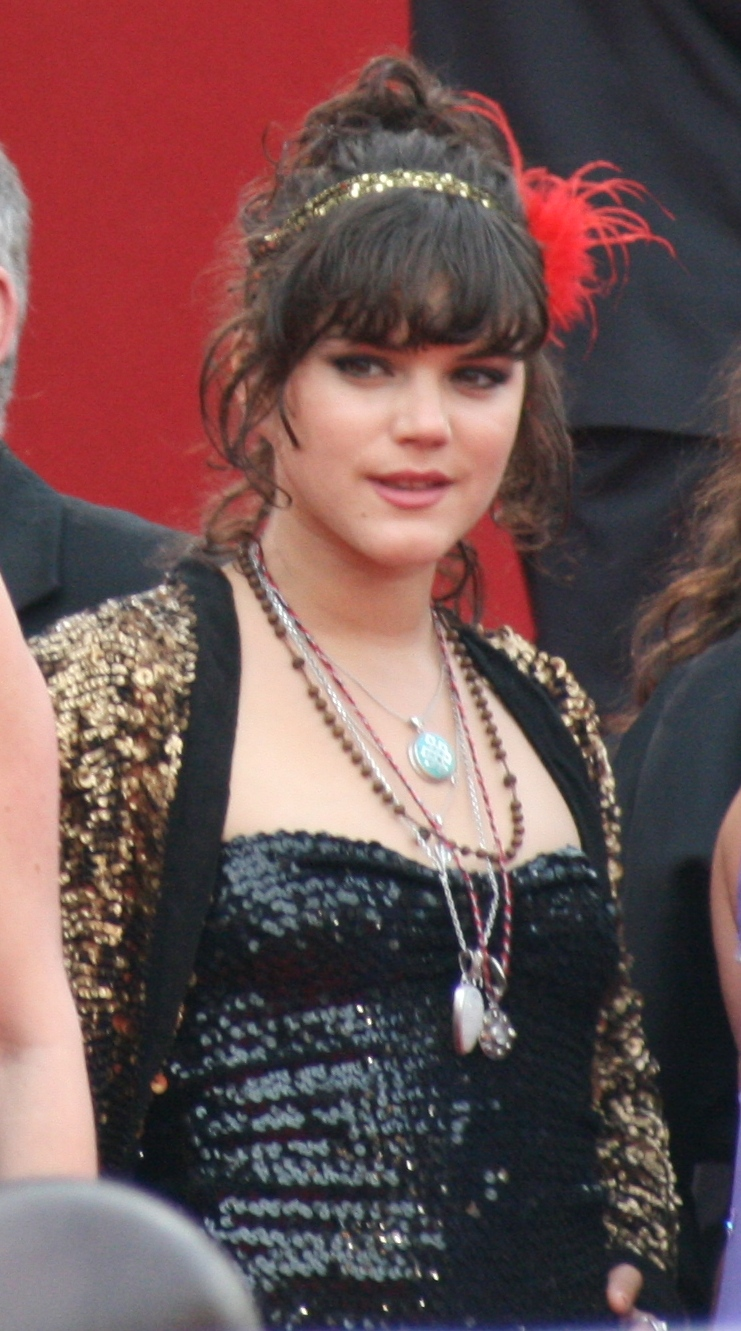
Soko vid Filmfestivalen i Cannes 2009.

- 2003: L'escalier  av Frédéric Mermoud
- 2006: Les Irréductibles  av Renaud Bertrand: Lucie
- 2006: Mes copines av Sylvie Aymé: Manon
- 2006: Madame Irma av Didier Bourdon: la jeune lycéenne
- 2007: Ma place au soleil av Éric de Montalier: Sabine
- 2007: Dans les cordes av Magaly Richard-Serrano: Sandra
- 2007: Ma vie n'est pas une comédie romantique av Marc Gibaja: Lisa
- 2009: À l'origine av Xavier Giannoli
- 2012: Augustine av Alice Winocour: Augustine
- 2012: Bye Bye Blondie av Virginie Despentes: Gloria (som ung)

Amerikanska filmer
- 2013: Her av Spike Jonze Röst till Isabella

Fransk TV
- 2002: Clara, cet été là av Patrick Grandperret: Zoé
- 2006: Louis Page (säsong 8): Lydia
- 2006: Commissaire Valence (säsong 4): Camille Valence
- 2007: Les Diablesses av Harry Cleven: Éliane/Denise

## Diskografi
Album
- 2012: I Thought I Was an Alien
- 2015: My Dreams Dictate My Reality

EP
- 2007: Not Sokute

Singlar
- 2007: "I'll Kill Her"
- 2011: "I Thought I Was an Alien"
- 2012: "First Love Never Die"

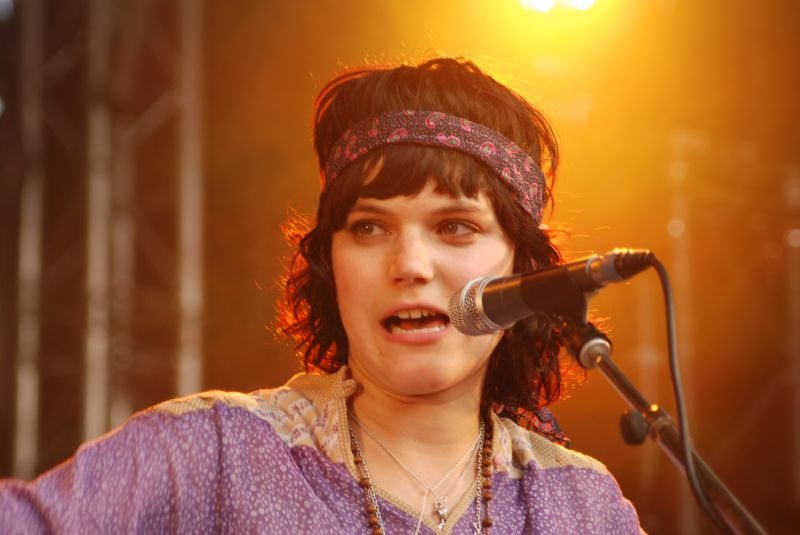
Soko uppträder på musikfestivalen Eurockéennes 2008.

- 2012: "We Might Be Dead by Tomorrow"

### Fotnoter
1. ↑  "Soko". Allmusic. Läst 26 oktober 2015.
2. 1 2  [http://www.timesonline.co.uk/tol/life_and_style/education/student/article1989244.ece Arkiverad 27 juli 2008 hämtat från the Wayback Machine. artikel på timesonline.co.uk URL:en blev tillgänglig 14 oktober 2007
3. 1 2  artikel på soundvenue.com URL:en blev tillgänglig 14 oktober 2007 Arkiverad 15 januari 2008 hämtat från the Wayback Machine.